# 石坂ゴルフ倶楽部
石坂ゴルフ倶楽部（いしざかゴルフくらぶ）は、埼玉県比企郡鳩山町の岩殿丘陵に広がるゴルフ場である。

## 概要

### 所在地・コース情報
- 埼玉県比企郡鳩山町石坂241-24
- 開場日
  - 1993年9月25日
- 設計者
  - 大日本土木（株）
- 面積
  - 11,170,000m2（約35.4万坪）
- コース
  - 7,018Y　18ホールズ　パー72
- 休場日：毎週月曜日、12月31日、1月1日

### アクセス
- 鉄道
  - 高坂駅（東武東上本線）西口からクラブバス15分
  - または、高坂駅西口から川越観光バスTA01、TA02、TA03系統「鳩山ニュータウン」ゆき「大東文化大学平和資料館」バス停から徒歩5分
- 自動車
  - 関越自動車道　東松山インターチェンジから約6km
  - 関越自動車道　鶴ヶ島インターチェンジから約9km

## 開催トーナメント
- センチュリー21レディスゴルフトーナメント（2019年）
- 富士フイルム・スタジオアリス女子オープン（2022年、2024年）

## 周辺
周辺にはレジャースポットが多い。
- 埼玉県こども動物自然公園
  - ビアトリクス・ポター資料館
- 高坂彫刻プロムナード【高田博厚彫刻群】
- 埼玉県平和資料館
  - 展望塔 - 館内にある41mの展望塔
- 岩殿観音 - 坂東三十三箇所の十番札所
- 物見山公園 - ツツジの名所
- 高坂カントリークラブ
- 鳩山カントリークラブ
- 地球観測センター
- 東京電機大学埼玉鳩山キャンパス
- 大東文化大学東松山キャンパス
- 山村学園短期大学
- 高坂ニュータウン - 都市景観100選選定地区
- 高坂駅 - 関東の駅百選選定駅
- ピオニウォーク東松山